# راکدیل، نیو ساوت ولز
راکدیل (به انگلیسی: Rockdale) یک حومه شهر در استرالیا است که در نیو ساوت ولز واقع شده‌است.

## خواهرخوانده
شهر بیتولا خواهرخواندهٔ راکدیل، نیو ساوت ولز هست.